# رابرت کراسکر
رابرت کراسکر (به انگلیسی: Robert Krasker) فیلمبردار استرالیایی سینمای هالیوود و برنده جایزه اسکار بهترین فیلمبرداری سال ۱۹۵۰

## گزیده فیلمشناسی
- سقوط امپراتوری روم (۱۹۶۴)
- مرد سوم (۱۹۴۹)
- برخورد کوتاه (فیلم ۱۹۴۵) (۱۹۴۵)
- آرزوهای بزرگ (فیلم ۱۹۴۶) (۱۹۴۶)
- ال سید (فیلم) (۱۹۶۱)
- قهرمانان تلمارک (۱۹۶۵)
- مرد ناجور (۱۹۴۷)
- بیلی باد (فیلم) (۱۹۶۲)
- اسکندر کبیر (فیلم ۱۹۵۶) (۱۹۵۶)
- آمریکایی آرام (فیلم ۱۹۵۸) (۱۹۵۸)
- هرگز رهایم مکن (فیلم ۱۹۵۳) (۱۹۵۳)
- تهمت (فیلم ۱۹۵۹) (۱۹۵۹)
- رومئو و ژولیت (فیلم ۱۹۵۴) (۱۹۵۴)
- دام (فیلم ۱۹۶۶) (۱۹۶۶)
- بنال وطن (فیلم ۱۹۵۱) (۱۹۵۱)
- احساس (فیلم ۱۹۵۴) (۱۹۵۴)
- گردآورنده (فیلم ۱۹۶۵) (۱۹۶۵)
- بندباز (فیلم ۱۹۵۶) (۱۹۵۶)
- سزار و کلئوپاترا (فیلم) (۱۹۴۵)